# Bahia (planta)
Bahia es un género de plantas fanerógamas perteneciente a la familia de las asteráceas. Comprende 60 especies descritas y solo 14 aceptadas.
El género se encuentra en regiones secas del sudoeste de EE. UU. y Chile.

## Taxonomía
El género fue descrito por Mariano Lagasca y publicado en  Genera et species plantarum 30. 1816.
Etimología
Bahia: nombre genérico otorgado en honor de Juan Francisco de Bahí y Fonseca (1775-1841), profesor de botánica de Barcelona y médico, autor del Fórmulas medicae.

## Especies seleccionadas
A continuación se brinda un listado de las especies del género Bahia (planta) aceptadas hasta junio de 2012, ordenadas alfabéticamente. Para cada una se indica el nombre binomial seguido del autor, abreviado según las convenciones y usos.
- Bahia absinthifolia Benth.
- Bahia alternifolia Less.
- Bahia ambrosioides Lag.
- Bahia aristata Rydb.
- Bahia autumnalis Ellison
- Bahia bigelovii A.Gray
- Bahia biternata A.Gray
- Bahia depauperata S.F.Blake
- Bahia dissecta (A.Gray) Britton
- Bahia glandulosa Greenm.
- Bahia pedata A.Gray
- Bahia pringlei Greenm.
- Bahia schaffneri S.Watson
- Bahia xylopoda Greenm.